# Rangapara
Rangapara is een dorp in het district Sonitpur van de Indiase staat Assam. 

## Demografie
Volgens de Indiase volkstelling van 2001 wonen er 18.822 mensen in Rangapara, waarvan 54% mannelijk en 46% vrouwelijk is. De plaats heeft een alfabetiseringsgraad van 76%. 